# Adolf Schinzl
Adolf Schinzl (* 29. April 1833 in Brünn; † 22. März 1899 ebenda) war ein österreichischer Offizier und Archivar.

## Leben
Adolf Schinzl wurde 1833 in Brünn geboren. Er diente in der k. und k. Österreichischen Armee, wo er 1855 Unterleutnant 1. Klasse im Linien-Infanterie-Regiment Nr. 8 – Erzherzog Ludwig war. 1886 war er als Hauptmann 1. Klasse des Armeestandes in Dienstverwendung im Kriegs-Archiv. Im selben Jahr wurde er zum Platzkommandanten in Josefstadt „unter vorläufiger Belassung in seiner gegenwärtigen Charge“ ernannt und in dieser Funktion dann zum Major befördert. 1892 wurde er in gleicher Position zum Oberstlieutenant befördert. 1893 wurde Schinzl „auf sein Ansuchen unter gleichzeitiger Bekanntgabe des Ausdruckes der Allerhöchsten Zufriedenheit in den wohlverdienten Ruhestand übernommen“. Schinzl verstarb 1899 im 66. Lebensjahre in seiner Heimatstadt.
Neben seinem Militärdienst war Schinzl Mitarbeiter bei der Herausgabe der Allgemeinen Deutschen Biographie (ADB). Zwischen 1883 und 1894 verfasste er für die ADB 95 biographische Artikel hauptsächlich zu Angehörigen des Österreichischen Militärs.